# Prueba de integración
Pruebas integrales o pruebas de integración son aquellas que se realizan en el ámbito del desarrollo de software una vez que se han aprobado las pruebas unitarias y lo que prueban es que todos los elementos unitarios que componen el software, funcionan juntos correctamente probándolos en grupo. Se centra principalmente en probar la comunicación entre los componentes y sus comunicaciones ya sea hardware o software. 
La prueba de subsistemas es un tipo de prueba de integración donde se prueba el contenido de un subsistema.